# Шуйбеляк
Шуйбеля́к (рос. Шуйбеляк, марій. Шӱвылак) — присілок у складі Новотор'яльського району Марій Ел, Росія. Входить до складу Чуксолинського сільського поселення.
Стара назва — Великий Шуйбеляк.

## Населення
Населення — 299 осіб (2010; 323 у 2002).
Національний склад (станом на 2002 рік):
- марійці — 98 %